# Доналд Валбриџ Шерли
Доналд Валбриџ Шерли (енгл. Donald Walbridge Shirley, 29. јануар 1927 — 6. април 2013) био је амерички композитор и класични и џез пијаниста. Снимио је многе албуме за Кејднс (Cadence) током 1950-их и 1960-их, експериментишући са џезом са класичним утицајем. Написао је симфоније за оргуље, концерте за виолончело и клавир, три гудачка квартета, оперу у једном чину, дела за оргуље, клавир и виолину, симфонијску песму на основу романа Финеганово бдење Џојса Џејмса и сет „Варијација" на основу легенде о Орфеју у подземљу.
Током шездесетих, Шерли је био на бројним концертним турнејама, чак и у Дубоком југу САД, а пратио га је Тони „Лип" Валелонга као возач и телохранитељ. Њихова прича је екранизована у филму Зелена књига 2018. године.

## Биографија

### Младост
Доналд Валбриџ Шерли је рођен 29. јануара 1927. у Пенсаколи на Флориди. Пошто су му родитељи били емигранти са Јамајке (Стела Гертруда (1903–1936), наставник и Едвин С. Шерли (1885–1982), епископски свештеник), говорило се да је рођен у Кингстону. 

### Образовање
Шерли је почео да учи клавир када је имао две године. Са девет година је био позван да студира теорију са Митоловским на музичком конзерваторијуму у Лењинграду.
Студирао је на Католичком универзитету у Америци у Вашингтону. Шерли је докторирао музику, психологију и литургијску уметност након што је привремено одустао од клавира.

### Каријера
Године 1945, у 18-ој години, Шерли је извео концерт Чајковског у Б-молу са Бостон Попсом. Годину дана касније је извео једну од својих композиција за Лондонску филхармонију. Обесхрабрен недостатком могућности за класичне црне музичаре, Шерли је напустио клавир као каријеру док је био млад. Студирао је психологију на Универзитету у Чикагу и почео радити у Чикагу као психолог. Тамо се вратио музици. Добио је стипендију за проучавање односа између музике и малолетничког криминала, који је избио у послератној ери раних 1950-их. Током 1950-их и 1960-их, Доналд је снимио многе албуме, експериментишући са џезом са класичним утицајем. Наступао је у Чикагу 1954. на позив Артура Фидлера. Био је пријатељ са Дуком Елингтоном и наступао на премијери његовог концерта за клавир у Карнеги Холу. 
Током шездесетих, Шерли је одлазио на бројне концертне турнеје, неке у јужним државама, верујући да би могао променити став људи својим наступима. Он је ангажовао избацивача ноћног клуба из Њујорка Тони „Лип" Валелонгу као свог возача и телохранитеља. Њих двојица су постали добри пријатељи иако су били различити и по боји коже и по врсти личности. Њихова прича је екранизована у филму Зелена књига 2018. године. Иначе, зелена књига је и име туристичког водича за црне возаче у сегрегисаним јужним државама. 
Свирао је као солиста са оркестром у оперској кући Миланска Скала, у програму посвећеном Гершвиновој музици. 
Написао је симфоније за оргуље, концерте за виолончело и клавир, три гудачка квартета, оперу у једном чину, дела за оргуље, клавир и виолину, симфонијску песму на основу романа Финеганово бдење Џојса Џејмса и сет „Варијација" на основу легенде о Орфеју у подземљу.

## Приватни живот
Шерли се оженио 1952. али се брак није одржао. 
Умро je 6. априла 2013. године u 86. години. 

## Дискографија
- Tonal Expressions (Cadence, 1955)
- Orpheus in the Underworld (Cadence, 1956)
- Piano Perspectives (Cadence, 1956)
- Don Shirley Duo (Cadence, 1956)
- Don Shirley with Two Basses (Cadence, 1957)
- Improvisations (Cadence, 1957)
- Don Shirley (Audio Fidelity, 1959)
- Don Shirley Solos (Cadence, 1959)
- Don Shirley Plays Love Songs (Cadence, 1960)
- Don Shirley Plays Gershwin (Cadence, 1960)
- Don Shirley Plays Standards (Cadence, 1960)
- Don Shirley Plays Birdland Lullabies (Cadence, 1960)
- Don Shirley Plays Showtunes (Cadence, 1960)
- Don Shirley Trio (Cadence, 1961)
- Piano Arrangements of Spirituals (Cadence, 1962)
- Pianist Extraordinary (Cadence, 1962)
- Piano Spirituals (1962)
- Don Shirley Presents Martha Flowers (1962)
- Drown in My Own Tears (Cadence, 1962)
- Water Boy (Columbia, 1965)
- The Gospel According to Don Shirley (Columbia, 1969)
- Don Shirley in Concert (Columbia, 1969)
- The Don Shirley Point of View (Atlantic, 1972)
- Home with Donald Shirley (2001)